# Ju, Rizhao
Ju, även känt som Kü är ett härad i Shandongprovinsen i norra Kina.